# El Dara (Illinois)
El Dara est un village situé au centre du comté de Pike dans l'Illinois, aux États-Unis,. Il est incorporé le 15 juillet 1881.

## Démographie
Lors du recensement de 2010, le village comptait une population de 78 habitants. Elle est estimée, en 2016, à 76 habitants.

### Source de la traduction
- (en) Cet article est partiellement ou en totalité issu de l’article de Wikipédia en anglais intitulé « El Dara, Illinois » (voir la liste des auteurs).